# Qualificazioni al campionato mondiale di calcio 2014 - UEFA - Fase a gironi, gruppo H

## Classifica
| Squadra     | Pt | G  | V | N | P  | GF | GS | DR  |
| ----------- | -- | -- | - | - | -- | -- | -- | --- |
| Inghilterra | 22 | 10 | 6 | 4 | 0  | 31 | 4  | +27 |
| Ucraina     | 21 | 10 | 6 | 3 | 1  | 28 | 4  | +24 |
| Montenegro  | 15 | 10 | 4 | 3 | 3  | 18 | 17 | +1  |
| Polonia     | 13 | 10 | 3 | 4 | 3  | 18 | 12 | +6  |
| Moldavia    | 11 | 10 | 3 | 2 | 5  | 12 | 17 | -5  |
| San Marino  | 0  | 10 | 0 | 0 | 10 | 1  | 54 | -53 |

## Risultati

### 1ª giornata
| Arbitro: | Kristinn Jakobsson |

|                           |           |                                           |
| Drinčić 27’ Vučinić 45+1’ | Marcatori | 6’ (rig.) Błaszczykowski 55’ Mierzejewski |

| Arbitro: | Pol van Boekel |

|  |           |                                                        |
|  | Marcatori | 3’ (rig.), 29’ Lampard 32’ Defoe 74’ Milner 83’ Baines |

| Arbitro: | Neil Doyle |

|  |           |                                                               |
|  | Marcatori | 24’ Đorđević 25’, 52’ Bećiraj 69’ Zverotić 78’, 82’ Delibašić |

### 2ª giornata
| Arbitro: | Ilias Spathas |

|                                          |           |  |
| Błaszczykowski 33’ (rig.) Wawrzyniak 80’ | Marcatori |  |

| Arbitro: | Cüneyt Çakır |

|                    |           |                 |
| Lampard 87’ (rig.) | Marcatori | 38’ Konopljanka |

| Chișinău 12 ottobre 2012, ore 21:00 UTC+2 | Moldavia       | 0 – 0 referto | Ucraina | Zimbru Stadium (12 500 spett.)\| Arbitro: \| Clément Turpin \| |
| Arbitro:                                  | Clément Turpin |               |         |                                                                |

### 3ª giornata
| Arbitro: | Gediminas Mažeika |

|                                                                |           |  |
| Rooney 35’ (rig.), 70’ Welbeck 37’, 72’ Oxlade-Chamberlain 77’ | Marcatori |  |

| Arbitro: | Michael Koukoulakis |

|  |           |                |
|  | Marcatori | 45’ Damjanović |

| Arbitro: | Marios Panayi |

|  |           |                              |
|  | Marcatori | 72’ (rig.) Dadu 78’ Epureanu |

### 4ª giornata
| Arbitro: | Gianluca Rocchi |

|          |           |            |
| Glik 70’ | Marcatori | 31’ Rooney |

| Arbitro: | Sándor Szabó |

|                                 |           |  |
| Delibašić 14’, 31’ Zverotić 68’ | Marcatori |  |

| Arbitro: | Daniele Orsato |

|  |           |             |
|  | Marcatori | 80’ Vučinić |

### 5ª giornata
| Arbitro: | Pavel Královec |

|              |           |                                     |
| Piszczek 18’ | Marcatori | 2’ Jarmolenko 7’ Husjev 45’ Zozulja |

| Arbitro: | Alain Bieri |

|  |           | |
|  | Marcatori | 12’ (aut.) Della Valle 28’ Oxlade-Chamberlain 35’, 78’ Defoe 39’ Young 42’ Lampard 54’ Rooney 70’ Sturridge |

| Arbitro: | Kenn Hansen |

|                              |           |             |
| Jarmolenko 61’ Chačeridi 71’ | Marcatori | 80’ Suvorov |

### 6ª giornata
| Arbitro: | Ken Henry Johnsen |

|                                                                              |           |  |
| Lewandowski 21’ (rig.), 50’ (rig.) Piszczek 28’ Teodorczyk 61’ Kosecki 90+2’ | Marcatori |  |

| Arbitro: | Jonas Eriksson |

|                |           |           |
| Damjanović 75’ | Marcatori | 6’ Rooney |

| Arbitro: | Fernando Teixeira Vitienes |

|               |           |                   |
| Sidorenco 37’ | Marcatori | 7’ Błaszczykowski |

### 7ª giornata
| Arbitro: | Manuel Gräfe |

|  |           |                                                    |
|  | Marcatori | 52’ Harmaš 77’ Konopljanka 85’ Fedec'kyj 90’ Bezus |

| Arbitro: | Neil Doyle |

| |           |  |
| Dević 11’ Selezn'ov 26’ Edmar 32’ Chačeridi 45+1’, 54’ Konopljanka 50’ Bezus 63’ Fedec'kyj 75’ Rakyc'kyj 90+4’ | Marcatori |  |

| Arbitro: | Ivan Kružliak |

|                                            |           |  |
| Gerrard 12’ Lambert 26’ Welbeck 45+1’, 50’ | Marcatori |  |

### 8ª giornata
| Arbitro: | Björn Kuipers |

|                 |           |                |
| Lewandowski 16’ | Marcatori | 10’ Damjanović |

| Kiev 10 settembre 2013, ore 21:45 UTC+3 | Ucraina       | 0 – 0 referto | Inghilterra | Stadio Olimpico (69 890 spett.)\| Arbitro: \| Pedro Proença \| |
| Arbitro:                                | Pedro Proença |               |             |                                                                |

| Arbitro: | Marco Borg |

|                 |           |                                                                   |
| Della Valle 22’ | Marcatori | 10’, 66’ Zieliński 24’ Błaszczykowski 34’ Sobota 76’ Mierzejewski |

### 9ª giornata
| Arbitro: | Ignasi Villamayor |

|                               |           |  |
| Frunză 55’ Sidorenco 59’, 89’ | Marcatori |  |

| Arbitro: | Jonas Eriksson |

|                |           |  |
| Jarmolenko 64’ | Marcatori |  |

| Arbitro: | Alberto Undiano Mallenco |

|                                                                    |           |                |
| Rooney 48’ Bošković 62’ (aut.) Townsend 78’ Sturridge 90+3’ (rig.) | Marcatori | 71’ Damjanović |

### 10ª giornata
| Arbitro: | Damir Skomina |

|                        |           |  |
| Rooney 41’ Gerrard 88’ | Marcatori |  |

| Arbitro: | Harald Lechner |

|  |           |                                                                                     |
|  | Marcatori | 13’, 18’ Selezn'ov 15’, 50’, 58’ (rig.) Dević 54’ Jarmolenko 64’ Bezus 90’ Mandzyuk |

| Arbitro: | Robert Schörgenhofer |

|                          |           |                                                      |
| Jovetić 55’ (rig.) 90+1’ | Marcatori | 28’, 89’ Antoniuc 62’ Armaș 64’ Sidorenco 74’ Ioniță |

## Statistiche

### Classifica marcatori
7 gol
- Wayne Rooney

5 gol
- Andrij Jarmolenko

4 gol
- Frank Lampard
- Danny Welbeck
- Eugen Sidorenco
- Andrija Delibašić
- Dejan Damjanović
- Jakub Błaszczykowski
- Marko Dević

3 gol
- Jermain Defoe
- Robert Lewandowski
- Jevhen Chačeridi
- Jevhen Konopljanka
- Jevhen Selezn'ov
- Roman Bezus

2 gol
- Alex Oxlade-Chamberlain
- Daniel Sturridge
- Steven Gerrard
- Alexandru Antoniuc
- Fatos Bećiraj
- Mirko Vučinić
- Elsad Zverotić
- Stevan Jovetić
- Adrian Mierzejewski
- Łukasz Piszczek
- Piotr Zieliński
- Artem Fedec'kyj

1 gol
- Leighton Baines
- Rickie Lambert
- James Milner
- Ashley Young
- Andros Townsend
- Serghei Dadu
- Alexandru Epureanu
- Alexandru Suvorov
- Viorel Frunză
- Igor Armaș
- Artur Ioniță
- Nenad Đorđević
- Nikola Drinčić
- Kamil Glik
- Jakub Kosecki
- Waldemar Sobota
- Łukasz Teodorczyk
- Jakub Wawrzyniak
- Alessandro Della Valle
- Edmar Halovskyi de Lacerda
- Denys Harmaš
- Oleh Husjev
- Jaroslav Rakyc'kyj
- Roman Zozulja
- Vitalij Mandzjuk

Autoreti
- Branko Bošković (pro Inghilterra)
- Alessandro Della Valle (pro Inghilterra)